# Indiegogo
Indiegogo是美国一个众筹网站，由达娜·厄林格曼（Danae Ringelmann）、斯拉瓦·鲁宾（Slava Rubin）和埃里克·谢尔（Eric Schell）于2008年创立。其总部位于加利福尼亚州旧金山。Indiegogo是最早提供众筹的网站之一。Indiegogo允许人们为一个想法、慈善机构或创业企业募集资金。Indiegogo对募集的资金收取5%的费用。
2014年，Indiegogo推出了Indiegogo Life服务，人们可以通过这项服务为紧急情况、医疗费用、庆祝活动或其他生活事件筹集资金。Indiegogo Life不收取平台费用。2015年，Indiegogo Life更名为Generosity.com。

## 历史
- 2008年2月，Indiegogo, Inc.完成Boldstart Ventures和Eliot Durbin（个人）的天使轮融资。[4]。
- 2011年9月，Indiegogo, Inc.完成 Compound, Steve Schoettler（个人） 领投，ff Venture Capital跟投的150万美元种子轮融资。[4]
- 2012年6月，A轮融资，Indiegogo, Inc.获得 Insight Partners, Khosla Ventures 领投，Compound、ff Venture Capital、Ridge Ventures等跟投的1500万美元投资。[4]
- 2014年1月，B轮融资，Indiegogo, Inc.获得 Kleiner Perkins 领投，Insight Partners、ff Venture Capital、Institutional Venture Partners、Draper Associates等跟投的4000万美元投资。[4]